# 마지막 사랑 (2007년 영화)
《마지막 사랑》(일본어: ラストラブ)은 2007년에 개봉된 후지타 메이지 감독의 일본 영화이다. 타무라 마사카즈가 14년 만에 출연한 영화 작품이기도 하다.

## 개요
아카 명나라는 뉴욕에서 색소폰 플레이어로 활약하고 있었지만, 아내의 급사를 계기로 재즈계를 은퇴하고 일본에 귀국했다. 이후 딸 사와 함께 조용히 살고 있었다. 어느 날 아침 명나라는 청소 국 직원의 여성 · 결 쓰레기 배출 방법을 힘들하십시오주의 해 버리지 만, 이것이 두 사람의 만남의 계기가된다. 그날 각각 급히 뉴욕으로 향하게 되었다 두 사람은 비행기에서 우연히 재회. 말을주고 가운데 2 명은 점차 끌려 서로 귀국 후 사와도 결을 사모하기 시작, 세 사람은 행복한 나날을 보냈다. 하지만 어느 날, 컨디션을 무너 명나라는 의사 수명 3 개월 전해 버린다.

## 출연진
- 타무라 마사카즈 - 아카 아키라 역
- 이토 미사키 - 우에하라 유키 역
- 타카시마 레이코 - 아카 토모미
- 윤손하
- 카타오카 츠루타로 - 아사쿠라 다이고 역